# Bautzen
Bautzen (em alto sorábio: Budyšin, em latim: Budissa) é uma cidade do leste da Alemanha capital do distrito de Bautzen, na região administrativa de Dresda, estado da Saxônia. Está situada às margens do rio Spree.

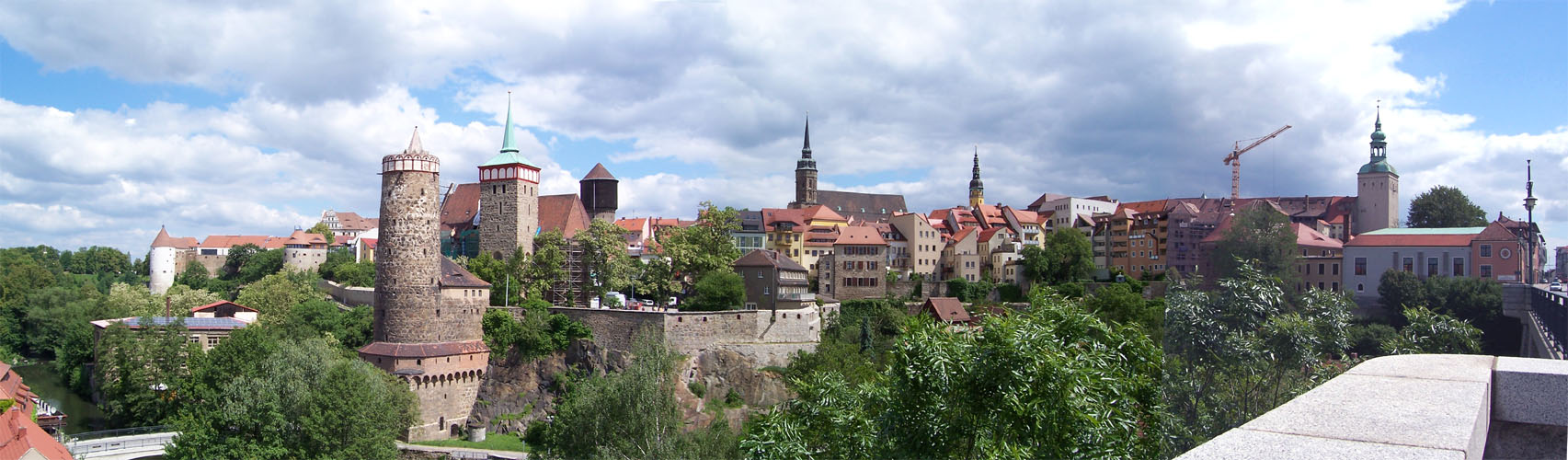
Bautzen